# Indépendance des économistes financiers
L'Indépendance des économistes financiers porte sur l'existence éventuelle de conflit d'intérêts des économistes universitaires ou liés à des institutions publiques (comme le conseil d'analyse économique) avec l'industrie bancaire et financière. Il est question d’honnêteté, de manque d'indépendance, de conflit d'intérêts, et de corruption, de position dominante d'un courant économique néolibéral dans l'expression médiatique, dans le financement de la recherche économique et le financement du contenu de la formation des étudiants en économie.

## Présentation du risque de conflit d'intérêts chez les économistes
Les macroéconomistes et économistes financiers constituent une profession d'influence sur le débat politique,, c'est pourquoi leur indépendance et la scientificité de leurs travaux de recherches constituent une question délicate. Plus précisément, un économiste rémunéré par une institution privée ou un lobbyiste peut être sujet à un conflit d'intérêts l'inclinant en faveur de cette institution ou plus généralement en faveur de recommandations ou de réglementations favorisant l'entité rémunératrice ,.
Or, à la suite de la crise économique dite de la Grande Récession (2008 et après), le rôle des économistes financiers a été remis en question sur plusieurs points, notamment sur leur incapacité à prévoir cette crise financière, et sur l'existence de possibles conflit d'intérêts avec l'industrie bancaire et financière. Des économistes académiques (qu'ils soient macroéconomistes ou économistes spécialistes de la finance) occupant des postes rémunérés au sein d'institutions financières peuvent en effet être influencés dans leurs travaux et recommandations qu'ils présentent aux gouvernements et au grand public.
La problématique du conflit d'intérêts chez les économistes peut se scinder en deux questions : d'une part, dans quelle mesure l'existence de potentiels conflits d'intérêts est connu du grand public ; d'autre part, dans quelle mesure des économistes universitaires impliqués dans des entreprises privés risquent d'en venir à partager les valeurs de ces acteurs de la vie économique.

## Situation aux États-Unis

### Historique
Si le débat a repris de la vigueur avec la crise financière de 2007, l'économiste A. W. Coats (en) indique que la question de l'indépendance des économistes se posait déjà dans les années 1920. D'après lui, des économistes de l'époque se sont intéressés à l'éthique de la profession car ils s'inquiétaient de trois dérives potentielles : la double responsabilité de conseiller de gouvernement et d'entreprises privées, l'implication dans la spéculation boursière et enfin le financement de la recherche par des institutions privées.
« During the 1920s the relationships between the economists and the business community appear to have been noticeably more harmonious than around the turn of the century, and a number of leading economists began to express concern that the profession was becoming too deeply involved with business interest groups. The economists' interest in professional ethics at this time centered on three distinct matters: their responsibilities as advisers to government bodies and private organizations-a matter of obviously growing importance; the direct or indirect involvement of some economists in stock exchange speculation; and the issues of principle and practice arising from the acceptance of continuing research grants or retainers from private sources and vested interest groups
. »
« Durant les années 1920, la relation entre les économistes et la communauté des affaires est devenue plus étroite qu'à la fin du siècle passé et un certain nombre d'économistes importants ont exprimé des inquiétudes sur l'implication croissante de la profession dans des intérêts privés. Ces économistes se sont intéressés à l'éthique de leur profession sous trois angles: leur responsabilité en tant que conseiller d'autorités publiques et d'organisation privées - un thème qui prenait manifestement de l'importance ; l'implication directe ou indirecte de certains économistes dans la spéculation boursière ; et la question de principe et de pratique soulevée par le financement de la recherche par des sources privées et des groupes d'intérêts. »
En raison de ces inquiétudes de l'époque, l'économiste George F. DeMartino rappelle qu'il était question d'instaurer un code de déontologie au sein de la plus grande organisation des économistes aux États-Unis (l'American Economic Association), mais sans que cela n'aboutisse.

### Situation depuis la crise financière de 2007

#### Mise en évidence de conflits d'intérêts
À la suite de la crise financière de 2007, le débat sur l'indépendance des économistes a repris de la vigueur aux États-Unis. En 2009, le philosophe et économiste américain Francis Fukuyama a ainsi analysé que de nombreux économistes travaillant pour les institutions financières ont participé à la financiarisation de l'économie car ils étaient économiquement incités à le faire. Selon lui, ces économistes ont donc leur part de responsabilité dans l'avènement de la crise :
« Many economists and business school finance professors went to work for investment banks and hedge funds, helping them to devise the complex models that, in retrospect, have proven so inadequate in predicting risk. They thereby acquired a personal stake in the success of the financial sector, not balanced by any incentives to think that the sector as a whole was destroying value rather than creating it. Indeed, any Wall Street-connected economist pulling in large consulting fees would have a strong personal incentive to believe in some version of liberalized finance. »
« De nombreux économistes et professeurs de finances d'écoles de commerce sont partis travailler pour des banques d’investissement et des fonds spéculatifs, les aidant à élaborer des modèles complexes qui, rétrospectivement, se sont révélés totalement incapables de prévoir les risques. Par là même, ils ont eu un intérêt personnel dans le succès du secteur financier, sans que cela soit ne compensé par aucune incitation à penser que le secteur, dans son ensemble, détruisait davantage de valeur qu'il n'en créait. En effet, tout économiste lié à Wall Street et bénéficiant de larges rémunérations de conseil aurait une forte incitation personnelle à se rallier à une forme ou une autre de la finance dérégulée. »
En 2011, les liens liant des économistes à des institutions financières ou entreprises privées a de nouveau fait l'objet de débats à la suite du documentaire Inside Job (Oscar du meilleur film documentaire en 2011) qui pointe du doigt des économistes influents comme Larry Summers , , Martin Feldstein (de l'université Harvard), membre du conseil d'administration du leader mondial de l’assurance et des services financiers American International Group (AIG) au moment où le gouvernement l'a sauvé de la faillite, ou encore Frederic Mishkin (Columbia Business School), un ancien gouverneur de la Réserve fédérale qui a rédigé pour le compte de la Chambre de commerce islandaise en 2006 un rapport élogieux sur l'économie du pays, deux ans avant son écroulement. Ce documentaire a permis d'identifier les rouages de « l'invraisemblable endogamie entre la communauté des économistes et les milieux d'affaires ». D'autre part, il a contribué à la prise de conscience de l'existence de conflits d'intérêts qu'il est indispensable de révéler afin d'être complètement transparent sur la nature et les conclusions des travaux menés. Cette conception de la transparence était alors encore loin d'être répandue :
- Deux économistes (Gerald Epstein et Jessica Carrick-Hagenbarth) ont ainsi mené une étude[16] pour examiner le cas de dix-neuf économistes renommés et spécialistes de la finance aux États-Unis. Ces économistes ont été membres de groupes de pression (« advocacy group ») en faveur de la promulgation de lois favorables au secteur financier, et ont été membres de conseils d'administration ou consultants pour des institutions financières. Or, sur l'ensemble des articles qu'ils ont publiés dans la presse entre 2005 et 2009, ces économistes n'ont que très rarement révélé leurs affiliations avec le secteur financier : les lecteurs ont alors pu croire que ces économistes étaient plus indépendants du monde de la finance qu'ils ne l'étaient en réalité[6].
- L'agence de presse Reuters a de même publié une note d'analyse[17] (« special report ») qui aboutissait à un constat similaire, à savoir que certains économistes ne sont pas suffisamment transparents sur leurs liens avec des institutions privées.

#### Appel d'économistes en faveur d'un code de déontologie
Cette absence de transparence a conduit 300 économistes à publier une lettre le 3 janvier 2011 appelant la plus grande organisation des économistes aux États-Unis (l'American Economic Association ou « AEA ») à adopter un code de déontologie (« code of ethics ») qui imposerait aux économistes la plus grande intégrité et la plus grande transparence : 
« Economists should maintain the highest degree of integrity in their professional work and avoid conflicts of interest and the appearance of conflict. Moreover, economists should disclose relevant sources of financial support and relevant personal or professional relationships that may have the appearance or potential for a conflict of interest in public speeches and writing, as well as in academic publications
. »
« Les économistes devraient faire preuve de la plus haute intégrité dans leur travail professionnel et éviter tout conflit d'intérêts ou même apparence de conflit d'intérêts. De surcroît, les économistes devraient dévoiler toute rémunération et toute relation personnelle ou professionnelle de nature à constituer - en apparence ou potentiellement - un conflit d'intérêts avec leurs interventions et publications auprès du grand public comme avec leurs publications académiques. »
Il est à noter que les signataires de cette missive comptent le prix Nobel d'économie George Akerlof et Christina Romer, ancienne présidente du Council of Economic Advisers dans l'administration de Barack Obama (soit l'équivalent du Conseil d'analyse économique en France).
Tous les économistes n'étaient cependant pas favorables à l'instauration de règles par l'AEA destinés à renforcer la transparence. Certains considéraient que ce n'étaient pas le rôle de l'association de s'intéresser à cette question et qu'appliquer de telles règles poserait trop de problèmes pratiques. D'autres en revanche considéraient que se focaliser uniquement sur la question du conflit d'intérêts était insuffisant au regard de l'ensemble des questions éthiques auxquelles la profession est confrontée,.

#### Instauration d'un code de déontologie par l'American Economic Association
À la suite de cet appel, l'American Economic Association a adopté un code de déontologie (« disclosure policy ») consistant à imposer à tout économiste soumettant un article à une des revues de l'association de révéler toutes les sources de financement pour ses travaux et toutes relations « significatives » avec des entreprises ou des individus dont les intérêts peuvent être concernés par ces mêmes travaux (une relation « significative » est définie comme une rémunération d'au moins 10 000 dollars dont a bénéficié l'économiste en question ou sa famille proche au cours des trois dernières années).

## Situation en France
Le débat en France sur l'existence de potentiels conflits d'intérêts chez les économistes financiers n'a pas connu à ce jour la même ampleur qu'aux États-Unis,. Comme aux États-Unis cependant, le débat en France a pris de la vigueur avec l'avènement de la crise financière de 2007. « Quelques économistes parmi les plus médiatisés ont été moqués pour leur manque de discernement ou de clairvoyance » et les critiques ciblent aussi les économistes les plus médiatiques du Conseil d'analyse économique (CAE) et du Cercle des économistes. Laurent Mauduit se demande « pourquoi un petit cercle d'économistes dispose d'un quasi-monopole de l'expression dans les grands médias » et ce, avec quel niveau de complicité de la presse, et souligne que« le capitalisme [de connivence à la française] a [.] pris tout ce qui pouvait enrichir spectaculairement les mandataires sociaux des grands groupes, mais il a conservé toute l'opacité qui les protège. ». Enfin, il dénonce la prédominance des financements privés liée à la « course aux économies budgétaires [de la puissance publique, incapable qu'elle est] d'assumer ses responsabilités » en matière de financement de la recherche économique et de financement de l'enseignement dans les universités et écoles publiques d'économie trop souvent soumises au courant néolibéral.

### Débat en 2009 et 2010

#### Articles dans le quotidienLe Monde
Le 5 septembre 2009 un article du Monde s'interroge sur l'incapacité des économistes financiers et macroéconomistes à prévoir cette crise financière. Reprenant la thèse de Francis Fukuyama, l'article indique que cette thèse « s'applique à nombre d'économistes français influents, la composition du Conseil d'analyse économique en témoigne. » Cinq jours plus tard, un économiste membre du Conseil d'analyse économique (Patrick Artus, directeur des études de la banque Natixis) réplique dans une tribune du Monde intitulé « Si les économistes ont sous-estimé la crise, ce n'est pas par complicité avec les financiers » pour préciser que cette thèse n'a de sens qu'aux États-Unis et au Royaume-Uni :

« Une thèse est apparue aux États-Unis [...] : les économistes n'auraient rien dit parce qu'ils étaient complices de la finance. Cela serait vrai non seulement pour les économistes des banques et des fonds d'investissement, mais aussi pour les économistes universitaires, liés d'une manière ou d'une autre à la finance et aux hedge funds (fonds spéculatifs). Cette thèse a du sens aux États-Unis et au Royaume-Uni, mais je ne crois vraiment pas qu'elle puisse s'appliquer à la zone euro. »

#### Polémique avec l'économiste Jean Gadrey
Le 15 septembre 2009, l'économiste Jean Gadrey pose de nouveau la question de l'existence de potentiels conflits d'intérêts concernant deux économistes influents, à savoir le président du CAE et le président du Cercle des économistes (son opinion sera notamment relayée par Le Monde diplomatique puis plus tard en 2011 par l'hebdomadaire Le Point). Jean Gadrey reprochait en effet à ces deux économistes d'entretenir des « liaisons dangereuses » avec le secteur privé et s'interrogeait en conséquence sur l'indépendance de leurs analyses :

« De telles positions sociales dans les réseaux du pouvoir économique et financier sont-elles susceptibles d’influer sur les représentations et les analyses des économistes qui les occupent ? [...] Si en plus vous avez des gens qui passent leur temps, contre rémunérations substantielles, dans les conseils d’administration, de surveillance ou scientifiques des banques et des grandes entreprises, comment les valeurs embarquées dans leurs analyses pourraient-elles ne pas être affectées ? »

Les deux économistes mis en cause répondront vigoureusement dix jours plus tard en détaillant en quoi les accusations de Jean Gadrey leur semblent « infondées ». La réponse embarrassée du président du Conseil d'analyse économique Christian de Boissieu : « Comme vous l’avez noté, je fais beaucoup de choses, sans que ceci ne m’ait jamais lié en quoi que ce soit. Mais cette diversité conforte, je le crois,  mon expérience d'économiste et m'aide à conserver mon indépendance d'esprit et de parole. ». Il ajoute « Le rapport du CAE sur la crise des subprimes, publié il y a un an et dont je suis l’un des coauteurs, n’est pas spécialement tendre avec le lobby bancaire... Il propose des mesures fortes pour la régulation bancaire et financière. ». La réponse plus incisive de Jean-Hervé Lorenzi (président du Cercle des économistes) qui considère que la charge de Jean Gadrey s'apparente in fine à une « attaque ad hominem [qui] a le triste goût de ces écrits des années 1930. Comme chacun sait, chaque crise a des relents bien nauséabonds. ». Laurent Mauduit conclut : « Si Jean-Hervé Lorenzi n'avait pas qualifié Jean Gadrey de fasciste, c'était tout comme. ».

#### Articles dans le mensuelAlternatives économiques
En janvier 2010, le mensuel Alternatives économiques consacre plusieurs articles aux critiques émises à l'encontre des économistes financiers et macroéconomistes qui n'ont pas pu ou pas su prévoir la crise. Dans ce numéro, Christian Chavagneux donne la parole aux économistes Bruno Théret et Frédéric Lordon pour qui les relations rémunérés de certains économistes avec le monde de la finance n'est pas de nature à préserver leur indépendance. Christian Chavagneux cite ainsi à titre illustratif le cas du licenciement en novembre 2009 « du directeur des études du Crédit foncier, pour cause de prévisions sur le marché de locations de logements qui ne plaisaient pas à son employeur. »
Dans ce même article, Christian Chavagneux fait état d'une divergence de point de vue entre Frédéric Lordon partisan d'une « dénonciation individuelle des économistes concernés, non pas en tant qu'individus [...] mais ès qualités, pour ce qu'ils représentent dans le débat économique français » et le sociologue Philippe Steiner qui « se montre prudent sur cette stratégie de chasse à l'homme [...] qui pose problème. »
Dans ce même numéro d'Alternatives économiques, un autre économiste membre du CAE explique que le « soupçon » de conflit d'intérêts à l'encontre des économistes n'ayant pas prévu la crise est « excessif » mais précise cependant qu'une transparence accrue des économistes ne peut être que bénéfique pour le débat public : « Une profession si attentive aux incitations ne peut continuer à tenir les siennes propres pour négligeables. Il est parfaitement légitime qu'un économiste qui consulte pour telle ou telle entreprise, ou qui bénéficie de contrats de recherche finalisés, participe aussi au débat public. À condition qu'il soit transparent sur ses activités et se fixe la discipline de signaler tout conflit d'intérêts potentiel. Ce n'est pas toujours le cas. »

### Débat en 2011 et 2012
À partir de fin 2011 et surtout début 2012 la question de l'indépendance des économistes fait, selon le quotidien Le Monde, « l'objet d'une féroce polémique en France. »
Le rédacteur en chef adjoint du Monde diplomatique Renaud Lambert rédige un article, et le journaliste Laurent Mauduit publie un ouvrage sur le sujet : « Les imposteurs de l'économie » dans lequel il dénonce les collusions, « les conflits d'intérêt [sic] du capitalisme de connivence à la française » , .

### Instauration de codes de déontologie en France
Début 2012, l’Observatoire français des conjonctures économiques (OFCE), l'école d'économie de Paris et la Toulouse School of Economics se sont dotés d'une charte éthique visant notamment à éviter les éventuels conflits d'intérêts, , .
Le 29 mars 2012 le bureau de l'Association Française de Science Économique (AFSE) annonce la création d'un groupe de travail afin d'élaborer un « code de bonne conduite. »
En juillet 2012 l'Association des journalistes économiques et financiers (AJEF) préconise qu'en cas de mention ou d'interview d'économistes, leur fonction universitaire doit être indiquée mais aussi « leur éventuelle autre activité, pour peu qu'elle soit en lien avec le sujet traité. »
En novembre 2012 la composition du Conseil d'analyse économique est profondément remaniée et resserrée, avec un nombre plus restreint d'économiste (15 contre 27 précédemment). Les nouveaux membres ont l'obligation de signer une « déclaration d'intérêts » comme le relate le quotidien Le Monde :

« Pour des questions de transparence, chacun de ces quinze membres devra signer "une déclaration d'intérêt", dans laquelle devront être consignées les éventuelles activités en dehors du monde académique et qui sera publiée sur Internet. Un moyen pour le CAE de faire acte de transparence, car certains membres de l'institution ont pu être accusés par le passé d'entretenir des liens trop étroits avec le monde financier. »

— Clément Lacombe, Le Monde, « Le Conseil d'analyse économique profondément remodelé », 13 novembre 2012

## La défense des économistes financiers
Les économistes concernés par la critique opposent plusieurs arguments. En premier lieu, ces économistes comptent sur leur conscience professionnelle pour ne pas être influencés dans leurs travaux. En deuxième lieu, travailler pour des banques ou des fonds spéculatifs leur permet de mieux comprendre le fonctionnement de l'économie ainsi que les nouvelles stratégies boursières des entreprises. Et en troisième lieu, la biographie des économistes est dans une certaine mesure publique donc leurs liens avec le secteur privé et financier ne sont pas cachés. De nombreux articles de presse et plusieurs émissions télévisées de Cash Investigation ont montré le caractère aléatoire et non exhaustif de ces déclarations (« plus ou moins publiques ») ne permettant pas de clarifier les situations et de dénoncer les conflits d'intérêts réels.